# Grupo Desportivo de Sesimbra
El Grupo Desportivo de Sesimbra és un club poliesportiu de la localitat portuguesa de Sesimbra, a la Regió de Lisboa. Va ser fundat el 10 d'agost de l'any 1947, fruit de la fusió de tres clubs de futbol: União Futebol Sesimbra, Vitória Futebol Club i Ases Futebol Clube.
Actualment disposa de seccions de natació, voleibol, bàdminton, judo, futbol i hoquei sobre patins, sent aquestes dues últimes les més destacades de l'entitat.

## Futbol
El 21 de juny de 1967 el club ascendí a la 2a Divisió Nacional del futbol, on s'hi va mantenir durant onze temporades, aconseguint diferents títols menors. Actualment disputa el Campionat Districtal de 1a Divisió de Setúbal.
A les seves files hi va jugar de jugador l'entrenador José Mourinho, entre 1983 i 1985.

## Hoquei sobre patins
La secció d'hoquei sobre patins ha jugant diversos anys a la màxima categoria nacional, guanyant la Copa de la CERS de l'any 1981 en la que va ser la primera edició d'aquest trofeu internacional. A més a més, en diferents ocasions també ha pres part de la Copa d'Europa.

### Palmarès
- 1 Copa de la CERS: 1981